# Улутуль, Жад
Жад Улутуль (фр. Jade Ulutule), урождённая Жад Ле Песк (фр. Jade Le Pesq, родилась 12 октября 1992 года в Фекане) — французская регбистка, выступающая на позиции защитницы и полузащитницы за клуб «Ренн», сборные Франции по регби-15 и регби-7.

## Биография
До регби занималась гандболом. Начинала выступления в школе клуба «Фекан», позже перешла в молодёжный состав «Ренна» и затем в его основной состав. В 2011—2012 годах играла в женском чемпионате провинций Новой Зеландии за команду Окленда, получив приз лучшей молодой регбистки.
В составе женской сборной Франции по регби дебютировала 2 февраля 2013 года матчем против Италии на Кубке шести наций. В том же году в составе сборной по регби-7 выступала на чемпионате мира в Москве. В 2016 году сыграла на Олимпиаде в Рио-де-Жанейро в составе сборной Франции, проведя 6 игр и набрав 20 очков благодаря двум попыткам (против Кении и Канады) и 5 реализациям (4 против Кении, одна против Испании).
В 2017 году Ле Песк попала в заявку сборной Франции на чемпионат мира в Ирландии. По ходу турнира она сыграла три матча, в двух из которых выходила вместо Янны Ривоалан: среди сыгранных был матч за 3-е место против американок. Во всех трёх матчах Жад отметилась попытками, а сборная Франции стала бронзовым призёром турнира.
3 февраля 2018 года в игре Кубка шести наций против Ирландии в Тулузе на стадионе «Эрнест-Валлон» Жад занесла две попытки на 22-й и 71-й минутах, принеся француженкам победу 24:0. 10 февраля в матче против Шотландии в Глазго на «Скотстауне» занесла попытку на 79-й минуте, принеся француженкам победу 26:3. Француженки не только выиграли этот розыгрыш Кубка шести наций, но и взяли «Большой шлем».
В 2021 году стала серебряным призёром летних Олимпийских игр в Токио.

## Личная жизнь
В 2019 году вышла замуж за офицера Французского иностранного легиона и теперь выступает под фамилией мужа.

## Государственные награды
- Кавалер ордена «За заслуги» (8 сентября 2021 года)[13]